# Taquara (Rio de Janeiro)
Taquara é um bairro da região de Jacarepaguá, na Zona Oeste do município do Rio de Janeiro, no Brasil. Habitado por populações indígenas até o século XVI, seu povoamento de origem europeia começou no fim do século XVIII com a criação de chácaras, mas sua urbanização começou efetivamente nos anos 1970, até em 1993 ser oficialmente separado de Jacarepaguá como um bairro autônomo de classe média. 

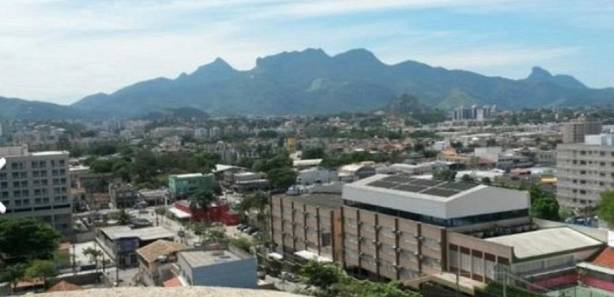
Bairro da Taquara

Possui, atualmente, 107 mil moradores espalhados numa área de 13 quilômetros quadrados que se dividem nos sub-bairros Distrito Industrial, Rio Grande, Jardim Boiúna, Largo da Taquara e Pau da Fome. Seu índice de desenvolvimento humano (IDH), no ano 2000, era de 0,876, o 36º melhor do município do Rio de Janeiro, dentre 160 bairros, sendo considerado alto.
Entre suas maiores qualidades, está a área verde ao longo do bairro, bem como sua vizinhança tranquila e seu relevo, cercado por montanhas. Isso se deve à presença do Parque Estadual da Pedra Branca, que fica nos seus arredores. Já como pontos negativos, o trânsito caótico ao longo da Avenida Nelson Cardoso e da Estrada dos Bandeirantes e Rua Apiácas (centro do bairro) faz com que seus moradores demorem em média 15 minutos para sair do bairro esse número pode aumentar facilmente nos horários de mais movimento.
A região da Taquara foi uma área de guerra entre duas tribos indígenas no século XV. Logo após a chegada do Império, esses indígenas foram mortos e escravizados para trabalhar nas grandes plantações de uva imperial, as quais eram cuidadosamente plantadas para serem transformadas em um vinho, o favorito de Dom Pedro.

## História
O nome do bairro é originário de uma espécie de bambu utilizado para fabricar cestos, outrora existente em grande quantidade na região, onde foi erguida a sede da Fazenda da Taquara, em 1757, propriedade da família do Barão de Taquara, existente até hoje. Possui uma expressiva quantidade de imigrantes portugueses, que se instalaram na região desde a época do império do Brasil, implantando, então, os primeiros estabelecimentos comerciais do local.
A Taquara faz parte da maioria dos programas de governo dos candidatos nas eleições. Por conta disso, vem sofrendo significativas alterações em sua estrutura. Assim, pode-se dizer que melhorou consideravelmente, tanto para os comerciantes quanto para os residentes do bairro. Apesar disso, só em 2005 a Companhia Estadual de Gás (CEG) começou a fazer instalações para levar o gás encanado além do centro comercial do bairro (hoje todo o bairro é atendido). Na Estrada Meringuava, se localizavam os antigos estúdios da Cinédia, onde a Rede Globo de Televisão gravou o famoso seriado Malhação entre os anos de 1995 e 1998, quando a trama ainda se passava em uma fictícia academia de ginástica. Na trama, todos pensavam que a academia se localizava em frente ao mar, na Barra da Tijuca. Em 2010, os estúdios foram demolidos, dando lugar atualmente a um condomínio de apartamentos.

## Infraestrutura
Funciona como ponto de referência para algumas localidades do Vale de Jacarepaguá, como Curicica. A Taquara é conhecida por seu trânsito caótico. Seus habitantes sonhavam com uma linha de metrô para amenizar a situação do trânsito local, porém, dada a necessidade urgente de uma solução rápida e mais barata (uma vez que devia-se melhorar a situação antes da Copa do Mundo de 2014 e das Olimpíadas de 2016), o bairro viu a criação de dois corredores expressos de ônibus BRTs, Transcarioca (em 2014) e Transolímpica (em 2016), por parte da prefeitura, sofrendo, então, diversas alterações, como criações de pontes, passarelas, alargamentos de ruas, inversão de mãos em importantes vias, entre outros.
O corredor expresso de ônibus (BRT) Transcarioca, que liga o Aeroporto Internacional Tom Jobim e a Ilha do Fundão ao Terminal Alvorada na Barra da Tijuca, foi inaugurado em junho de 2014 e totalmente reformado em 2023 pelo prefeito Eduardo Paes para facilitar a mobilidade e passa por duas das vias mais importantes do bairro: Avenida Nelson Cardoso e Estrada dos Bandeirantes. Possui sete estações no bairro: Aracy Cabral, Taquara, Boiúna, André Rocha, Merck, Santa Efigênia e Divina Providência (As estações Merck e Santa Efigênia funcionam como duas metades de uma estação Expressa. Estando separadas apenas por uma via e em local de curva, na primeira param-se apenas ônibus paradores, e na segunda apenas ônibus expressos: logo, antes de se adentrar em uma, deve-se ter em mente qual dos dois modais utilizará. A estação Taquara aparece com o nome de Bandeira Brasil em alguns mapas da prefeitura, devido ao nome do Terminal de ônibus ao lado da Estação). Este corredor facilitou a integração de moradores às linhas de trem de (Madureira e Penha) e metrô (Vicente de Carvalho e Jardim Oceânico).
A TransOlímpica, inaugurada em meados de 2016, além de possuir um corredor de BRT também reformado em 2023, ligando Deodoro ao Recreio dos Bandeirantes, possuindo uma estação no sub-bairro Boiúna, também possui pistas para carros de passeio, com pedágio em ambos os sentidos, como no caso da Linha Amarela, porém com um valor tarifário superior. Moradores do bairro em um certo raio de um dos acessos da via, ganham isenção do pedágio nas cabines de cobrança na alça de acesso na Estrada do Rio Grande. Na estação Rio 2 existe integração com o corredor TransCarioca, permitindo que usuários troquem de uma linha para a outra de graça. A ideia é que a via desafogue o trânsito na estrada do Catonho, que liga Jacarepaguá à Sulacap. Aumenta ainda a integração dos moradores com as linhas de trem da Supervia, através das Estações São José de Magalhães Bastos e Vila Militar, além da futura estação de Deodoro. A TransOlímpica também garante acesso dos moradores do bairro à diversos pontos da Zona oeste, principalmente na Barra da Tijuca e Recreio dos Bandeirantes. Além disso é uma opção para o acesso ao sistema de Metrô carioca através da Estação Jardim Oceânico.
No final de 2023 , vai possuir a integração com outra linha de BRT, a TransBrasil, que ligará Deodoro ao Centro da cidade, passando pela Rodoviária Novo Rio, tornando, assim, o bairro ainda mais integrado, com seus moradores podendo ir com apenas o sistema de BRT ao Centro da cidade. A TransBrasil também será integrada com o sistema de VLT, que interligará o Centro da cidade, passando inclusive pela estação das Barcas e no Aeroporto Santos Dumont tudo isso pagando apenas uma passagem.
O bairro conta ainda com diversas linhas de ônibus podendo ir para qualquer área da cidade, por estar próxima ao bairro da Freguesia de Jacarepaguá, que possui acesso à Linha Amarela e a Autoestrada Grajau-Jacarepaguá, Linhas para a cidade de Duque de Caxias, entre outros destinos nas zonas Oeste, Norte e Central da capital.
Há, ainda, o serviço de vans (através de linhas licitadas pela prefeitura) legalizadas, que utilizam o sistema do Bilhete Único, para fazer o transporte de curtas distâncias entre o centro do bairro e os sub-bairros mais afastados, complementando o serviço de ônibus.

## Localização
Localiza-se na região geográfica da Baixada de Jacarepaguá, e limita-se com Jacarepaguá, Curicica, Cidade de Deus, Pechincha, Tanque, Jardim Sulacap e Realengo. É o 15.º maior bairro da cidade em extensão territorial. 

## Segurança
Já foi um bairro muito tranquilo, onde andar pelas ruas a qualquer hora do dia não era um problema. Mesmo com o policiamento presente nos arredores, depois que a guerra em Jacarepaguá começou em janeiro de 2023, todos os bairros da região foram afetados. Ainda é um local muito seguro comparado a outros bairros do Rio de Janeiro. Existem poucas comunidades, sendo a mais famosa a do Jordão, entre outras como Santa Maria, Lote Mil e Teixeiras. Em 2025 foi um dos bairros em que mais cresceram o número de assaltos no Rio de Janeiro.

## Valorização imobiliária
Dos 39 bairros da Zona Oeste do Rio de Janeiro, a Taquara possui o 9º metro quadrado mais valorizado, segundo um levantamento realizado pelo Centro de Pesquisa e Análise da Informação (Cepai), do Sindicato da Habitação do Rio (Secovi-Rio). Fica atrás apenas de Joá, Barra da Tijuca, Recreio dos Bandeirantes, Jacarepaguá, Vargem Pequena, Freguesia, Itanhangá e Vargem Grande.

## Religião
A maior parte de seus moradores declaram-se os chamados "Católicos não praticantes", e há quatro paróquias no bairro: de Nossa Senhora do Rosário de Fátima e Santo Antônio de Lisboa, Sagrada Família, Nossa Senhora Mãe da Divina Providência e São José.
Os protestantes são um grupo marcante, por possuírem um grande número de igrejas pequenas e médias, como a Congregação Cristã no Brasil.
São seguidos dos umbandistas, também com vários terreiros e lojas de conveniências religiosas por ruas principais. Minoritariamente, estão: ateus; espíritas, que frequentam o conhecido Centro Espírita Lar de Frei Luiz; Testemunhas de Jeová, que também possuem um pequeno Salão do Reino no bairro; Messiânicos, que também possuem um pequeno Johrei Center; e Santos dos últimos dias, que são, frequentemente, vistos fazendo evangelização porém que não possuem um templo Mórmon no bairro, mas sim nos vizinhos Freguesia e Tanque.

## Meio ambiente
Possui a entrada do Parque Estadual da Pedra Branca, no Pau da Fome, local amplo, com animais, trilhas e cascatas ótimo para fazer caminhadas junto à natureza. É considerado a maior floresta urbana do mundo, com 12.501 hectares de extensão.

## Cultura
O bairro abriga o Museu Bispo do Rosário de Arte Contemporânea e a Casa de Cultura de Jacarepaguá, as estruturas do aqueduto da Taquara e a casa do Barão da Taquara, que relembra os tempos coloniais e é aberta para visitas. 